# Disney Magic
O Disney Magic é um navio de cruzeiro de propriedade e operado pela Disney Cruise Line, uma subsidiária da The Walt Disney Company. Ele possuí 11 conveses públicos, pode acomodar 2.700 passageiros em 875 cabines e tem uma tripulação de aproximadamente 950 pessoas. O interior do Disney Magic é decorado no estilo Art déco, em contraste com seu navio irmão, Disney Wonder, que é decorado no estilo Art nouveau.
O navio tem vinte botes salva-vidas amarelos que, juntamente com as cores preto, vermelho e branco da própria embarcação, combinam com as cores do Mickey Mouse. Tal como acontece com outros navios de cruzeiro da Disney, a buzina do navio toca um trecho da famosa melodia da Disney, "When You Wish upon a Star". A madrinha do Disney Magic é Patricia Disney, ex-esposa do sobrinho de Walt Disney, Roy E. Disney.

## História

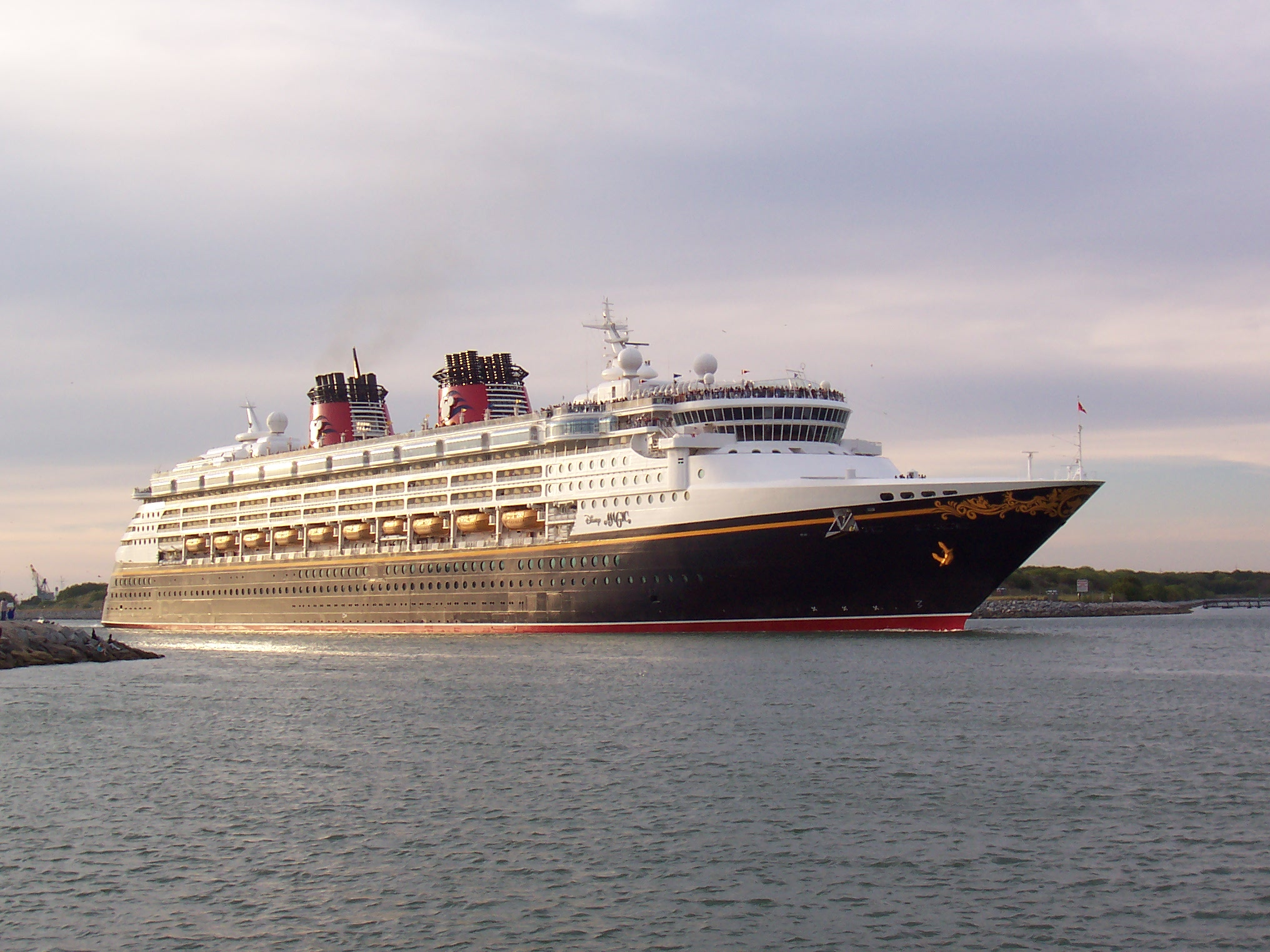
Disney Magic partindo de Porto Canaveral.

A Disney tinha projetos de navios de cruzeiro elaborados em fevereiro de 1994. Em 1995, a Disney Cruise Line encomendou o Disney Magic e Disney Wonder nos estaleiros da Fincantieri, na Itália. O navio foi construído em duas partes, com a proa construída no estaleiro da Fincantieri em Ancona e a popa em seu estaleiro de Marghera. A viagem inaugural foi planejada para 12 de março de 1998. Em janeiro de 1997, o primeiro bilhete para a viagem inaugural do Disney Magic foi sorteado no canal de televisão Lifetime, enquanto a venda de ingressos começou em setembro do mesmo ano.
Com estilo e projeto evocativo do RMS Queen Mary, o Disney Magic partiu em sua viagem inaugural em 30 de julho de 1998, saindo de Porto Canaveral, Flórida. Os cruzeiros iniciais foram para Nassau, Bahamas, com parada em Castaway Cay durante três a quatro noites. No entanto, a partir de 2011, o Disney Dream assumiu o itinerário.
Originalmente, a partir de 2000, o Disney Magic oferece cruzeiros semanais para Castaway Cay e várias ilhas do Caribe fora de seu porto de origem em Porto Canaveral. Em junho de 2005, o Disney Magic foi enviado para a Costa Oeste em homenagem às celebrações do 50º Aniversário da Disneylândia.
Em maio de 2007, o Disney Magic iniciou seus primeiros cruzeiros no Mediterrâneo saindo de Barcelona, na Espanha. No final de verão, ele retornou ao porto de Porto Canaveral. O Disney Magic retornou a Barcelona em 2010 para outro verão de cruzeiros no Mediterrâneo, bem como vários cruzeiros no norte da Europa antes de retornar novamente a Porto Canaveral em setembro.
Em 2010, o Disney Magic navegou nos itinerários inaugurais da Disney Cruise na Europa Setentrional, com partidas no porto de Dover, a 77 milhas de Londres, Inglaterra. Ele navegou para a Noruega, Ilhas Britânicas e Mar Báltico durante sua temporada de três meses.
Em maio de 2012, o Disney Magic foi transferido para a cidade de Nova Iorque, onde realizou cruzeiros de 8 noites para as Bahamas, Nova Inglaterra e Canadá. Em setembro, ele foi transferido para Galveston, Texas, oferecendo 4 cruzeiros noturnos pelo Caribe e 8 cruzeiros noturnos nas Bahamas. Em junho de 2013, o Disney Magic foi reposicionado para Barcelona, na Espanha, durante o verão.
Posteriormente, o Disney Magic foi colocado para uma revisão no estaleiro Navantia, Cádis, na Espanha. Em outubro de 2013, a Disney Cruise Line concluiu as reformas no Disney Magic, incluindo atualizações nas cabines, salões, restaurantes e spa do navio, introduzindo também novos recursos, como a  "Marvel's Avengers Academy", uma área recreativa baseada nos personagens dos Vingadores da Marvel, o AquaDunk e o AquaLab, que consistem em uma piscina e toboágua.

## Entretenimento
O entretenimento no Disney Magic inclui espetáculos ao vivo na Broadway com muitos personagens da Disney, dois cinemas, o Walt Disney Theater e o Buena Vista, que apresentam clássicos da Disney e ocasionais filmes, várias casas noturnas, várias piscinas e muitos festas e celebrações com temas da Disney.
Na primeira chaminé do navio há uma tela de LED conhecida como "Funnel Vision", devido à sua localização na parte traseira de uma das chaminés do navio, onde os visitantes podem assistir a vários filmes e shows no convés ou de dentro da piscina.

## Atividades
Vários clubes infantis estão disponíveis a bordo. O It's a Small World é uma área de recreação para bebês, enquanto o Oceaneer Club e Oceaneer Lab oferecem às crianças de três a dez anos uma variedade de atividades guiadas e individuais, desde jogos de computador, roupas, atividades temáticas e experimentos. O Vibe Teen Club, exclusivo para adolescentes, oferece televisão, videogames, música, acesso à internet e uma variedade de atividades sociais.

## Jantar
A Disney utiliza um sistema de rotação para garantir que os hóspedes experimentem cada um dos restaurantes temáticos a bordo: O Lumiere's, o Carioca's e o Animator's Palate. O Lumiere's tem como tema o A Bela e a Fera, enquanto o Carioca's possui um tema sul-americano.
O Disney Magic apresenta o restaurante Palo, que serve pratos do norte da Itália para o jantar. O restaurante é limitado a 130 pessoas com 18 anos de idade ou mais.